# (5049) Sherlock
(5049) Sherlock es un asteroide que forma parte del cinturón de asteroides y fue descubierto por Edward L. G. Bowell el 2 de noviembre de 1981 desde la Estación Anderson Mesa, en Flagstaff, Estados Unidos.

## Designación y nombre
Sherlock fue designado al principio como 1981 VC1.
Posteriormente, en 1993, se nombró por Sherlock Holmes, un personaje de las obras de Arthur Conan Doyle (1859-1930).

## Características orbitales
Sherlock orbita a una distancia media de 2,199 ua del Sol, pudiendo alejarse hasta 2,552 ua y acercarse hasta 1,846 ua. Su inclinación orbital es 2,942 grados y la excentricidad 0,1605. Emplea 1191 días en completar una órbita alrededor del Sol. El movimiento de Sherlock sobre el fondo estelar es de 0,3022 grados por día.

## Características físicas
La magnitud absoluta de Sherlock es 13,5.